# Radhusområdet Hersby Åker

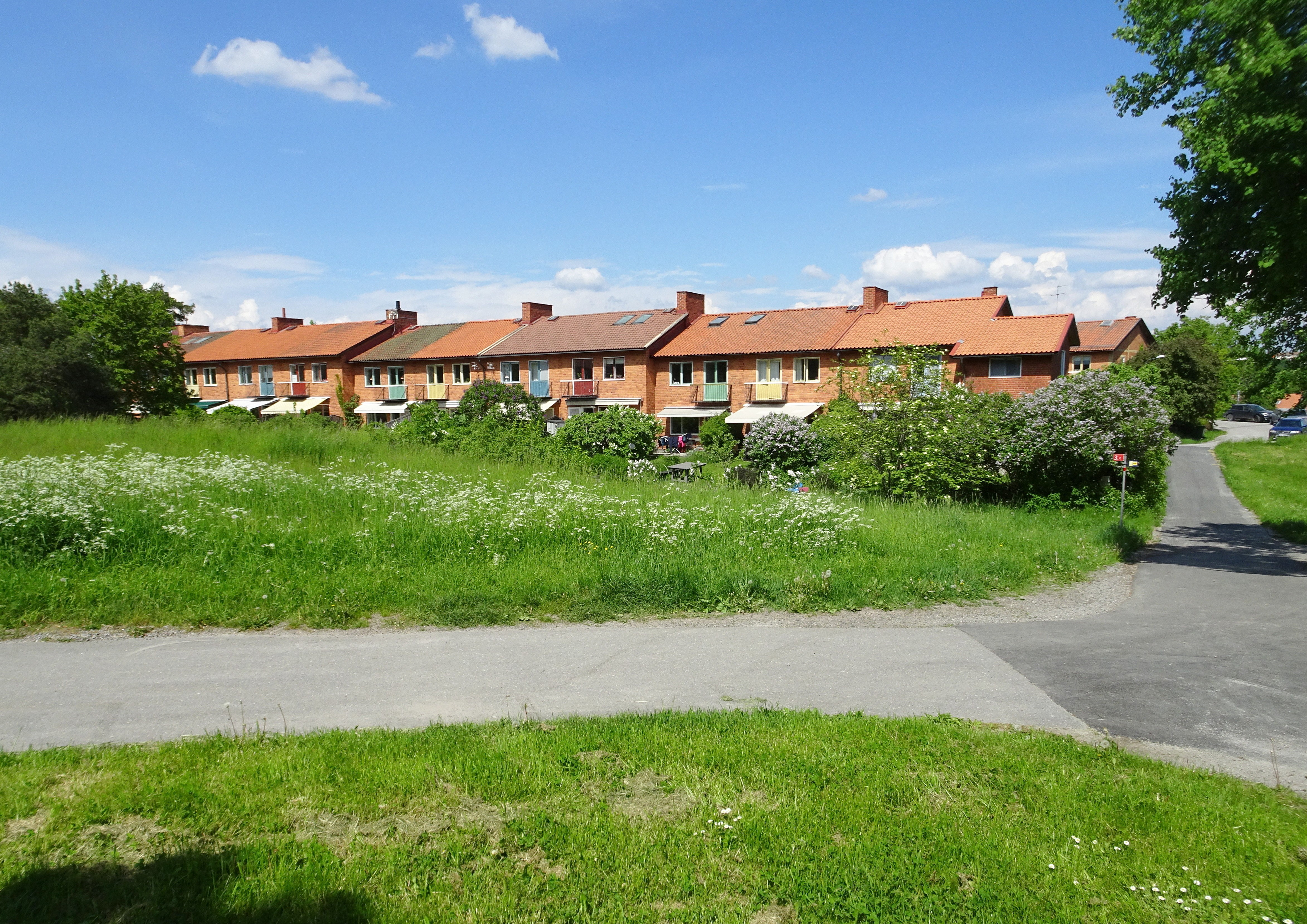
Radhusområdet Hersby Åker, längorna vid Gärdesvägen, juni 2021.

Radhusområdet Hersby Åker är en kulturhistoriskt värdefull radhusbebyggelse i stadsdelen Hersby i Lidingö kommun. Radhusen uppfördes 1949–1955 efter ritningar av arkitekt Holger Blom. Området består av tretton radhuslängor med sammanlagd 115 lägenheter som utgör ett bra exempel för svensk folkhemsarkitektur efter andra världskriget. Bebyggelsen tillhör Lidingö stads ”kulturhistoriska miljöer” enligt kommunens översiktsplan från 27 maj 2002.

## Bakgrund och stadsplan

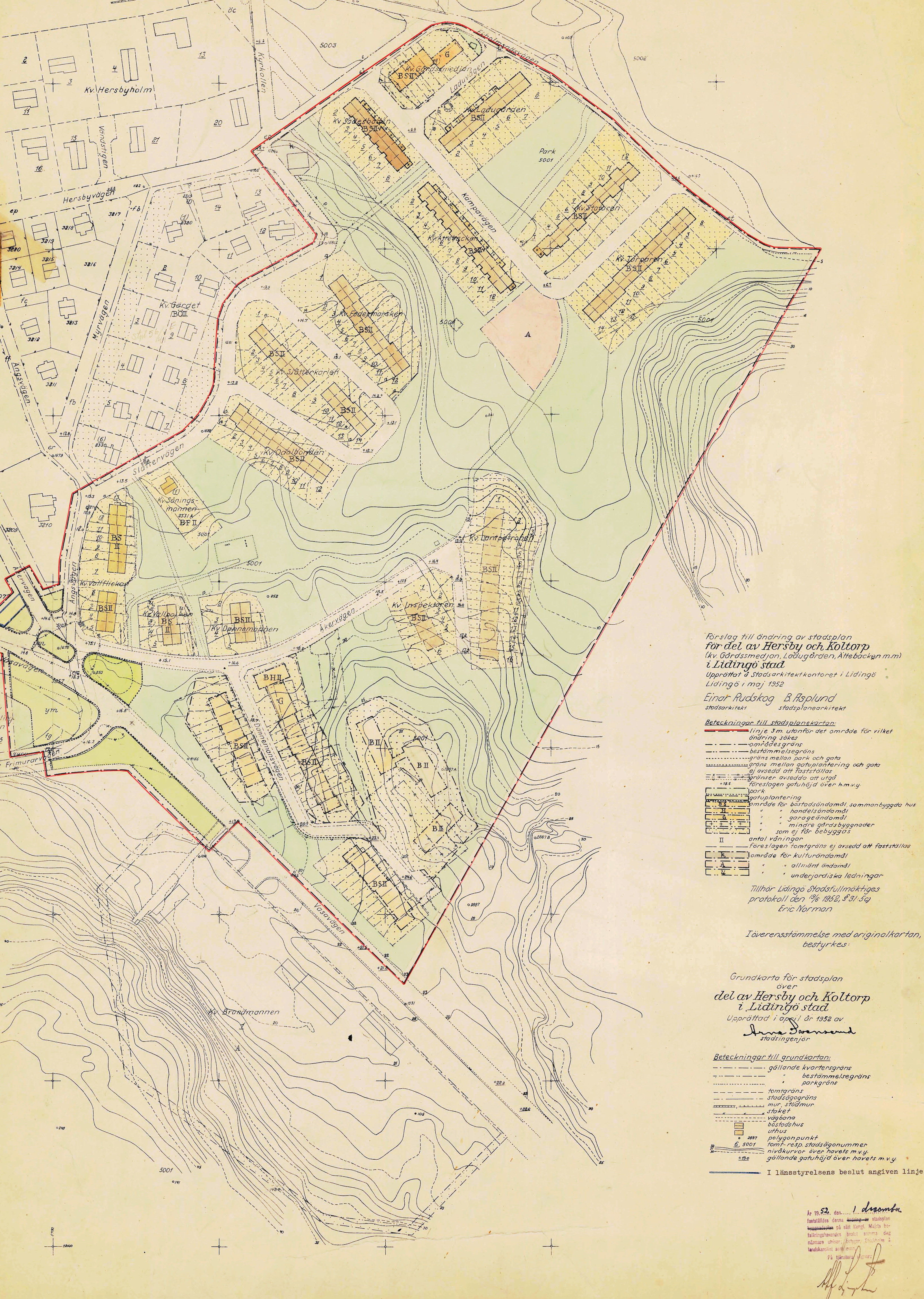
Stadsplanen från 1952.

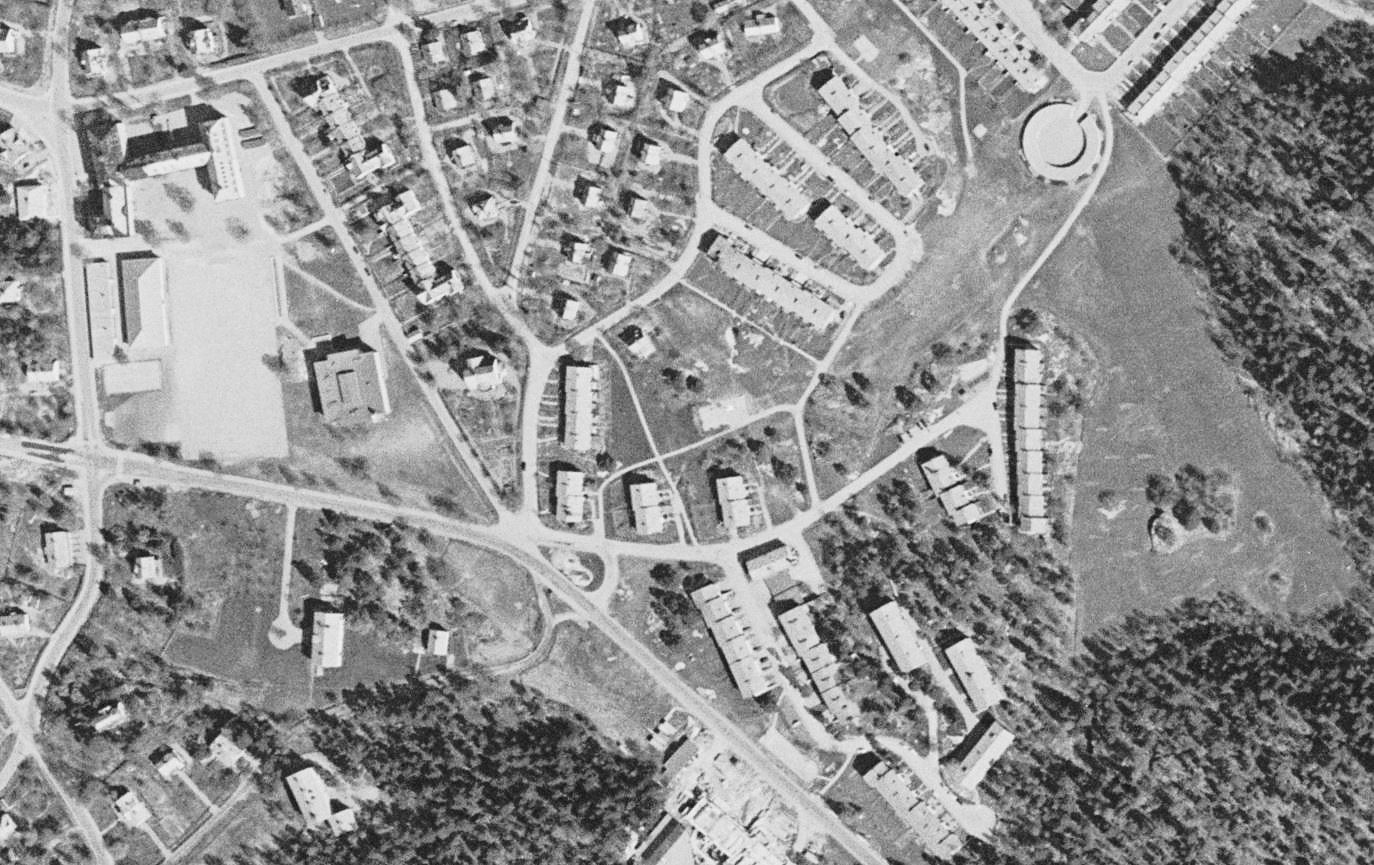
Området från luften 1960.

Radhusbebyggelsen uppfördes på mark som tidigare tillhört godset Hersby gård, en av Lidingöns så kallade huvudgårdar. Delar av Hersby gårds mark kom på 1940-talet att ägas av Lidingö stad. Efter andra världskriget såldes marken för bostadsbebyggelse. På en mindre kulle direkt väster om radhusbebyggelsen reser sig Hersby gårds gamla sädesmagasin, godsets enda bevarade ekonomibyggnad från 1800-talets början, idag k-märkt.
En stadsplan för del av Hersby och Koltorp sydost om Hersby gård upprättades 1948 (reviderat 1953) av stadsplanearkitekt Einar Rudskog vid Lidingö stadsplanekontor. Där föreslogs radhusbebyggelse i fyra grupper som sträcker sig längs med Vasavägen söderut. Radhusområdet Hersby Åker kom att uppta den mellersta och södra delen av planområdet, beläget vid Gärdesvägen, Slåttervägen, Åkervägen och Dannemansvägen. En av vägarna, Blomstigen, är uppkallad efter Holger Blom. Här lär Blom ha trampat fram och tillbaka för att reda ut ett byggfel som innebar att entréerna mot Blomstigen ursprungligen skulle vändas mot Gärdsvägen.
Det norra området med 51 radhusenheter, huvudsakligen beläget vid Kämpavägen, byggdes något tidigare efter ritningar av arkitekt Stig Ancker. Även detta område är en av Lidingös värdefulla kulturmiljöer (se Radhusområdet Hersby Gärde). Stadsplanen föreslog också att en livsmedelsbutik, pensionärslägenheter och några garagelängor skulle finnas inom området.

## Bebyggelsen

### Allmänt
Anläggningen som i stort sett är oförändrad sedan den uppfördes på 1950-talet sträcker sig över ett förhållandevis stort område med mycket grönska mellan huslängorna. Bebyggelsen omfattar 11 kvarter med namn som är hämtade från historiska befattningar inom jordbruk, bland dem Dannemannen, Fodermarsken, Lantpatronen, Lillpigan, Odalbonden, Slåtterkarlen, Plöjaren, Vallpojken och Vallflickan. 
Byggherre var byggnadsfirman Lundberg & Blom och byggmästare var Lennart Blom och Gunnar Lundberg som 1948 förvärvat byggrätten från kommunen. Till arkitekt anlitades Holger Blom, mera känt som Stockholms stadsträdgårdsmästare mellan åren 1938 och 1971. Vid sin sida hade han arkitekt Lars J. Fries, medarbetare på Bloms arkitektkontor. 
Radhusen grupperades i tretton längor med enheter om mellan fyra och 16 lägenheter per länga, totalt 115 bostäder, därav 45 med eget garage. Stor möda lades ner gällande placering av längorna i naturen. Huskropparna försköts inbördes i höjd- och sidled och anpassades så till terrängen som stiger från cirka 13 meter över havet i nordost till cirka 25 meter i sydväst. Det gällde även att finna en bra kompromiss mellan kommunens krav på hög exploatering och arkitektens vision om lätthet och öppenhet. Blom företog studieresor till Danmark och Storbritannien, länder som hade lång tradition gällande denna typ av byggnad. De flesta längorna ligger i souterräng och varierar både i storlek och utformning av förgårdar och trädgårdar. Detta gör även att en del källarvåningar ligger helt ovan mark och ger ett större rumsutnyttjande för vissa lägenheter.

### Exteriör
Radhusområdet Hersby Åker karakteriseras genom sina enhetliga fasader i rött murtegel med band och en del fönsterinramningar av gult fasadtegel. På några av längorna ser det ut som om man skulle ha tagit bort det gula teglet och ersatt det med samma röda som i övriga fasaden då dessa tegelvarv har en annan färg på fogarna. Av fotografier från byggtiden framgår dock att en del längor redan då saknade gula tegelband. Det röda teglet kom från Sundsviks tegelbruk och det gula från Billinge tegelbruk. 
Vid färgsättningen av fönster, dörrar, bröstningar och andra fasaddetaljer tog Blom hjälp av kollegor från Konstakademien. Man valde dämpade kulörer som applicerades med linoljefärg. Färgsättningen tillsammans med de tegelröda fasaderna gav området sin speciella karaktär. Taken utfördes som sadeltak, täckta ursprungligen med enkupigt taktegel, idag delvis förvanskat.
De utanpåliggande balkongerna är enkelt men elegant utformade med svart målade smidesräcken och överliggare av trä. Räckens utsvängda form nertill ger balkongerna dess speciella karaktär. Balkongerna är en lätt stålkonstruktion med golv av gallerdurk. De levererades färdiga från fabrik och monterades på i fasaderna inmurade fästen. Skärmtaken är av målat stålplåt och gestaltades av Blom lekfulla, liknande baldakiner.

Historiska bilder
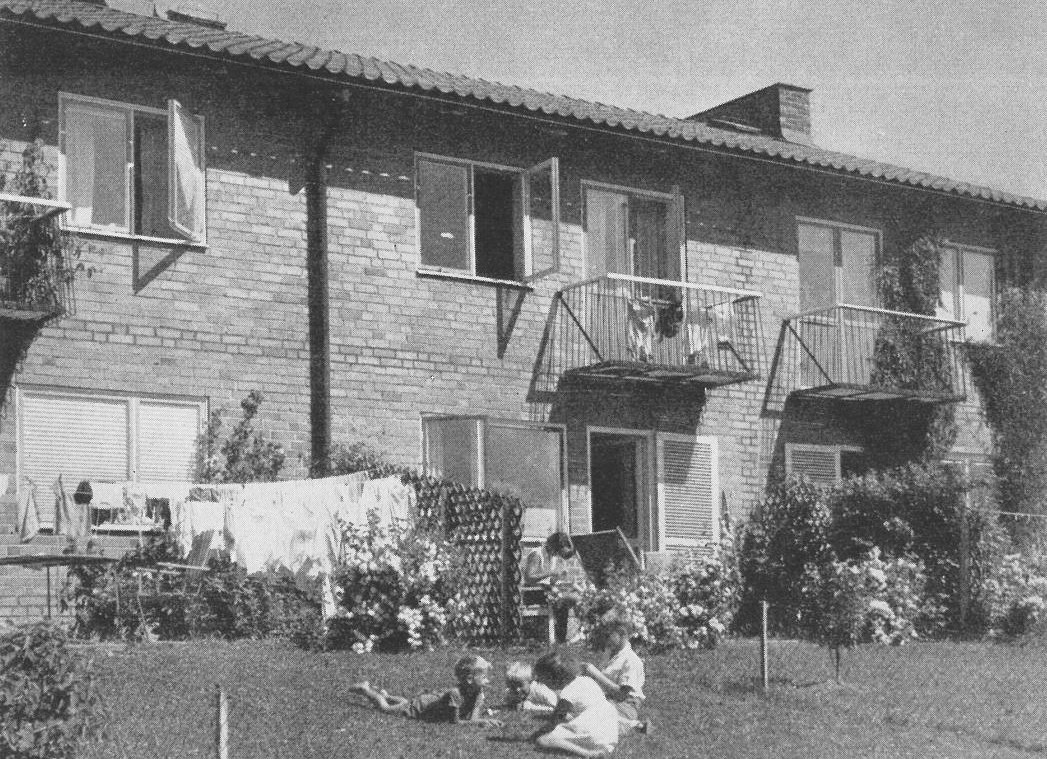
Radhus med två våningar.
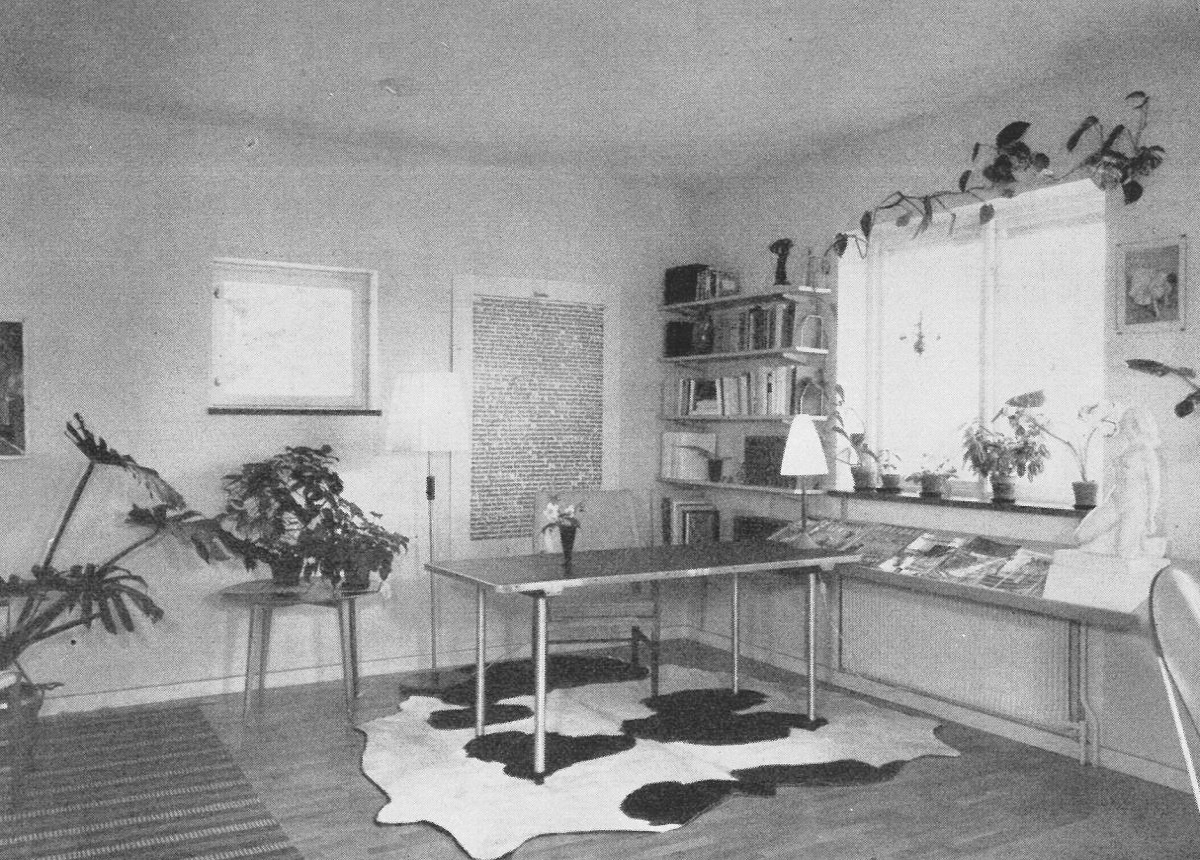
Vardagsrummet.
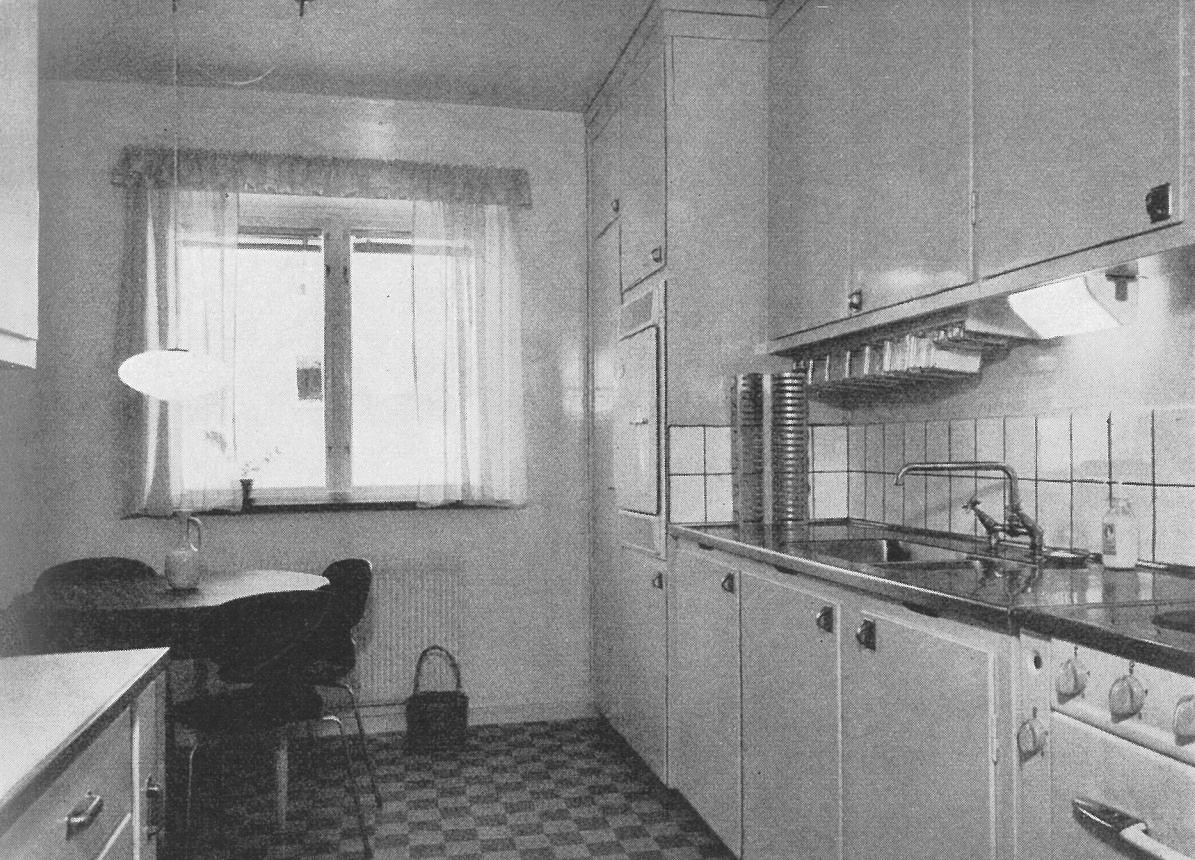
Köket.
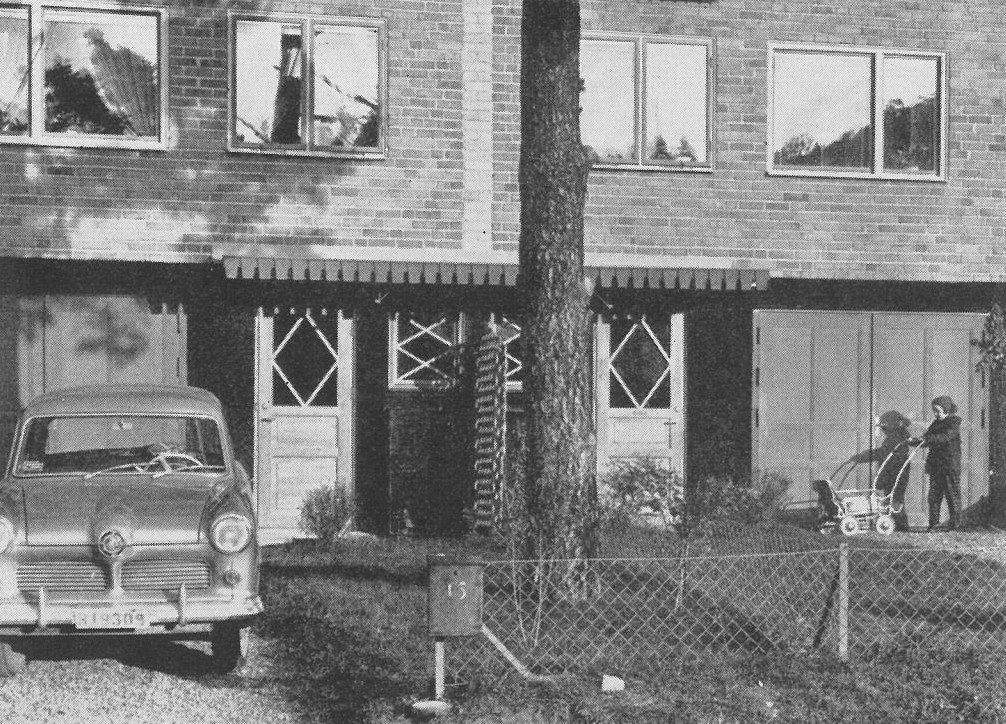
Radhus med garage.

### Interiör

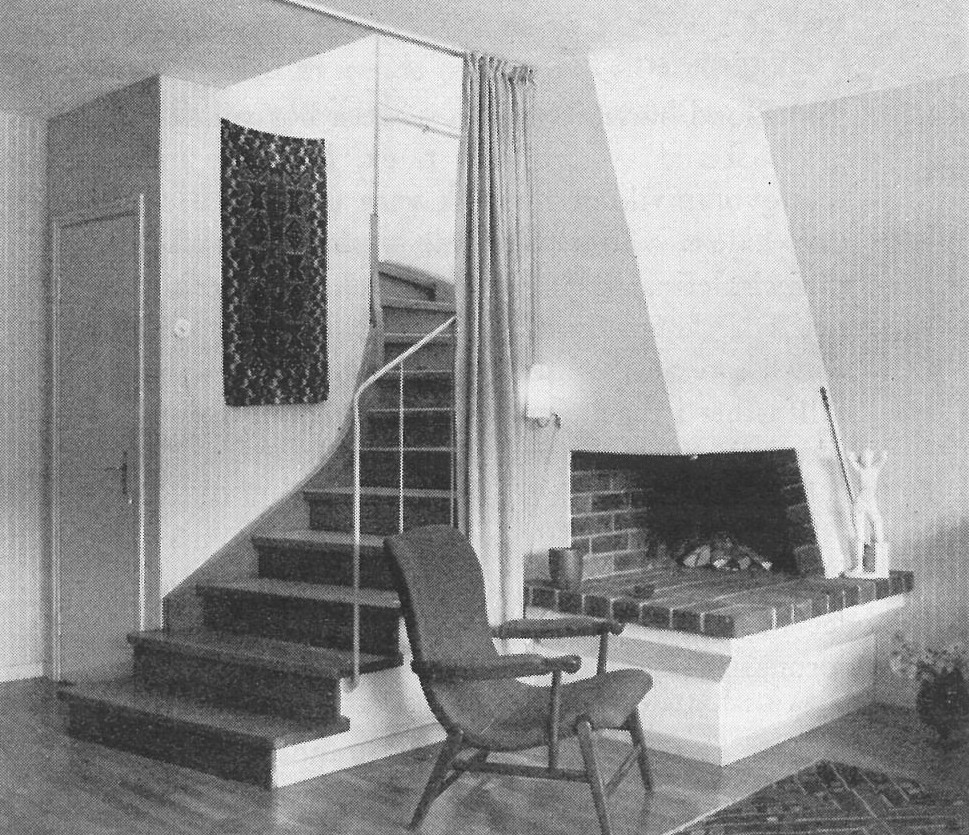
Vardagsrummet med öppen spis.

Husens utformning dikterades i hög grad av villkoren för erhållande av gynnsamma statliga bostadslån. Lägenhetsytan i två fulla våningar maximerades för mellanhusen till 104 m². Husen är bara 5,5 meter breda men hela 11 meter djupa vilket ansågs ovanlig stort. Även det hade ekonomiska skäl. Blom lyckades ändå att gestalta interiören trivsam. För grundtypen med 4 rum och kök ritade Blom i bottenvåningen kök och vardagsrum med öppen spis samt utgång till trädgården och en liten ”gästtoalett” direkt vid ingången. På över våningsplanet anordnades tre sovrum (därav ett med balkong) och badrummet.
Gavelradhusen blev något större, 6 rum och kök med 115 m² boyta. På grund av terrängens sluttningar kom källarvåningen på en del längor hamna ovan mark, vilket gav möjlighet till ett hobbyrum eller en gillestuga med dagsljus som dock inte inräknades i bostadsytan. För övrigt fanns i källaren plats för skafferi, tvättstuga och förråd. Ytterligare en variant gav plats för garage i källaren / undervåningen. 
Områdets radhus fick gemensam värmeförsörjning där varje husägare blev medlem i en förening som drev en panncentral i gavelhuset vid Dannemansvägen 1. Sedan 1990-talet är husen anslutna till fjärrvärme. Den planerade livsmedelsaffären var tänkt att ligga i gavelradhuset Gärdesvägen 47, det blev dock inte så utan i byggnaden inrättades en av Lidingös barnträdgårdar. I husets övervåning bodde en fast anställd fastighetsskötare som såg till panncentralen och hjälpte de boende med diverse underhåll av husen.

## Mottagandet och kulturhistorisk bedömning
Varje radhusenhet är en egen fastighet som uppläts med äganderätt. 1949 kostade en fyrarummare om 104 m² 54 000 kronor, med en kontantinsats på 12 000 kronor. Den ursprungligen lägre beräknade köpeskillingen "har man måst rucka på när priskurvan gick i höjden", som Lidingö Tidning skrev i sin utgåva från den 7 april 1951. I mars 2020 såldes ett av radhusen (Åkervägen 31) för 9  miljoner kronor.
De första husen blev färdiga 1949 och fick lätt köpare. Området blev snabbt populär trots det högre priset och det stora avståndet till Stockholms innerstad. Bland de första ägarna fanns arkitekt Gösta Nordin och konstnären Gustaf Kull. Radhusområden Hersby Åker och Hersby Gärde tillhör idag Lidingö stads kulturhistoriska miljöer och utgör en del av Lidingös kulturarv. Kommunens stadsbyggnadskontorets sammanfattning av byggnadernas särdrag lyder:
| ” | Området som byggts ut under efterkrigstidens tre första decennier visar olika typer av radhus med inslag av flerfamiljshus. Huslängorna med sina inbjudande gaturum är så placerade att man skapat ett samband med intilliggande friområde. Bebyggelsen med både puts och tegelfasader visar en genomgående omsorg i material, detaljutformning och färgsättning. De idéer om hög boendekvalitet i grupphus som tidigt kom till uttryck i kvarteret Tegen (Radhusområdet i kvarteret Tegen större och mindre) har fortsatt inom Hersby Gärde och Hersby Åker där Lidingös fortsatta bebyggelseutveckling är väl illustrerad. | „ |

Nutida bilder
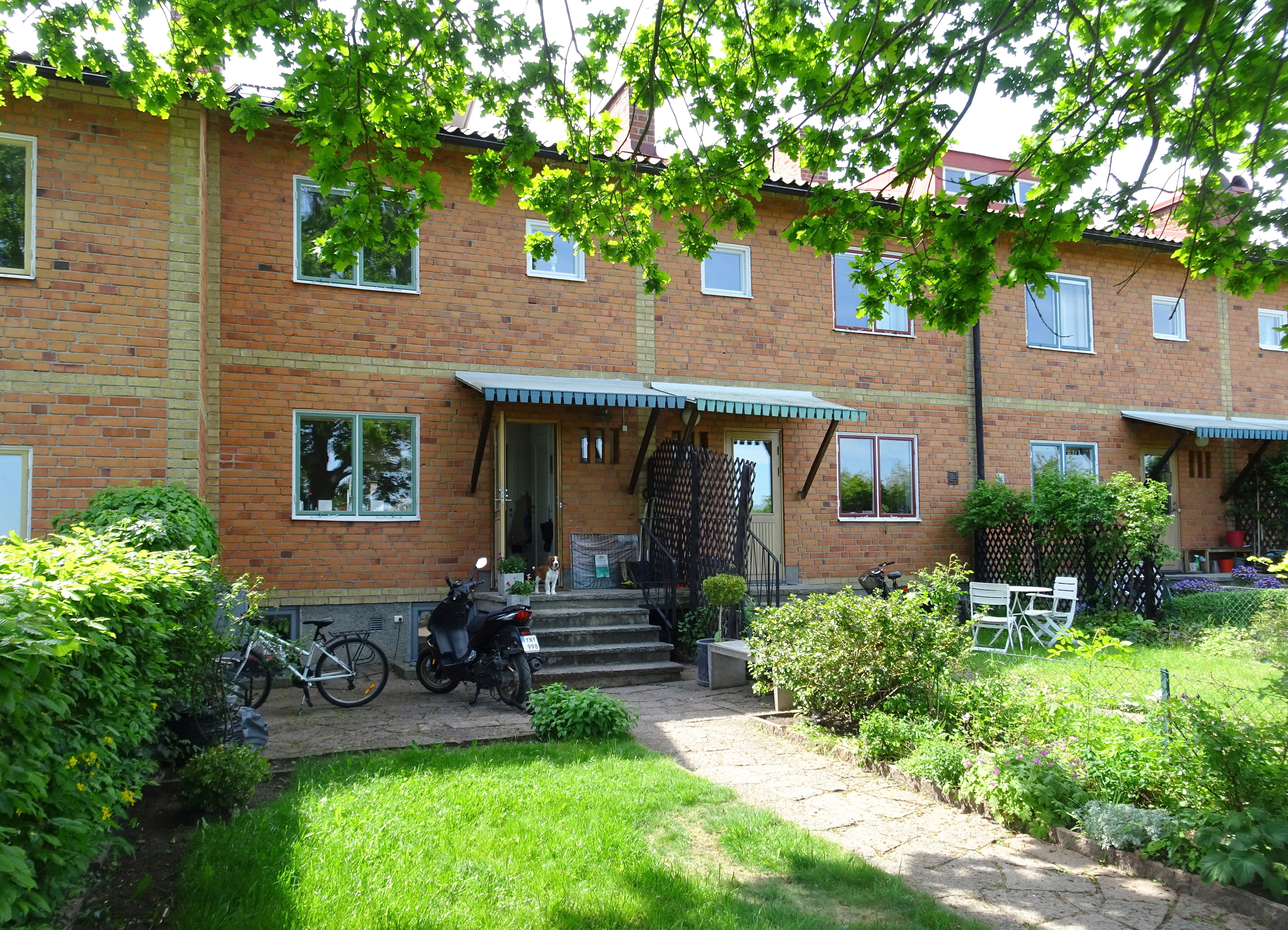
Kvarteret Fodermarsken.
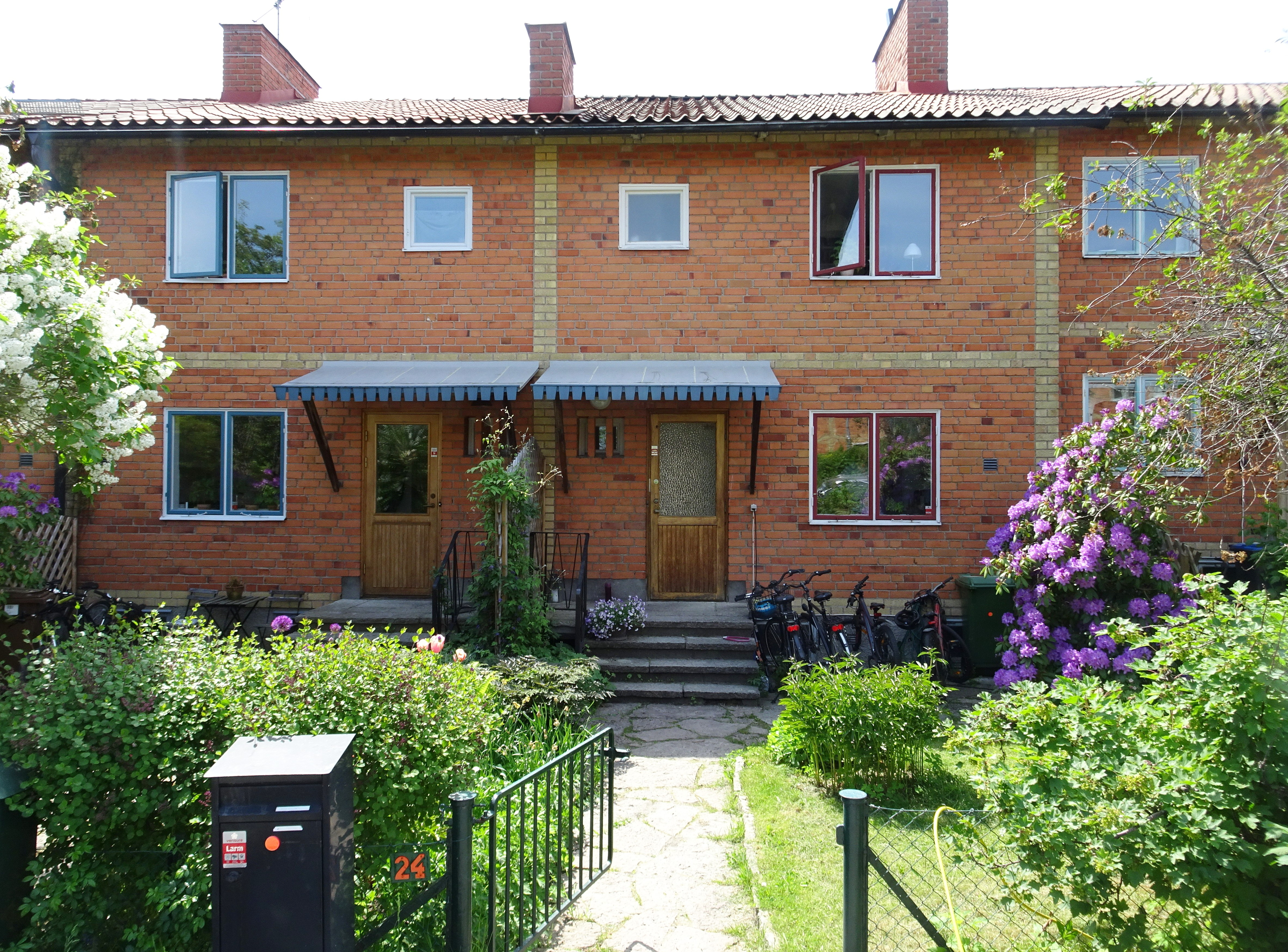
Kvarteret Slåtterkarlen.
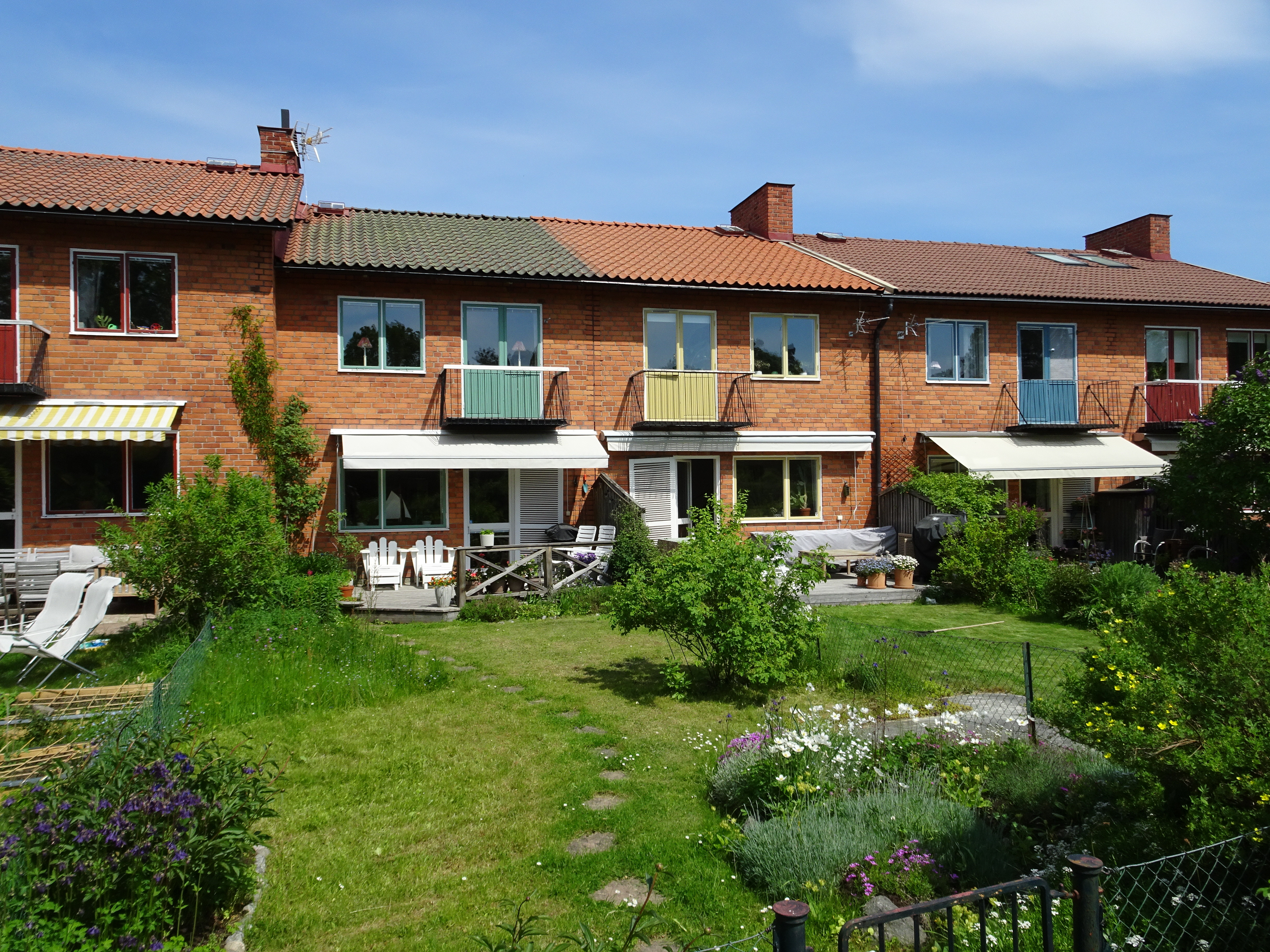
Kvarteret Odalbonden.
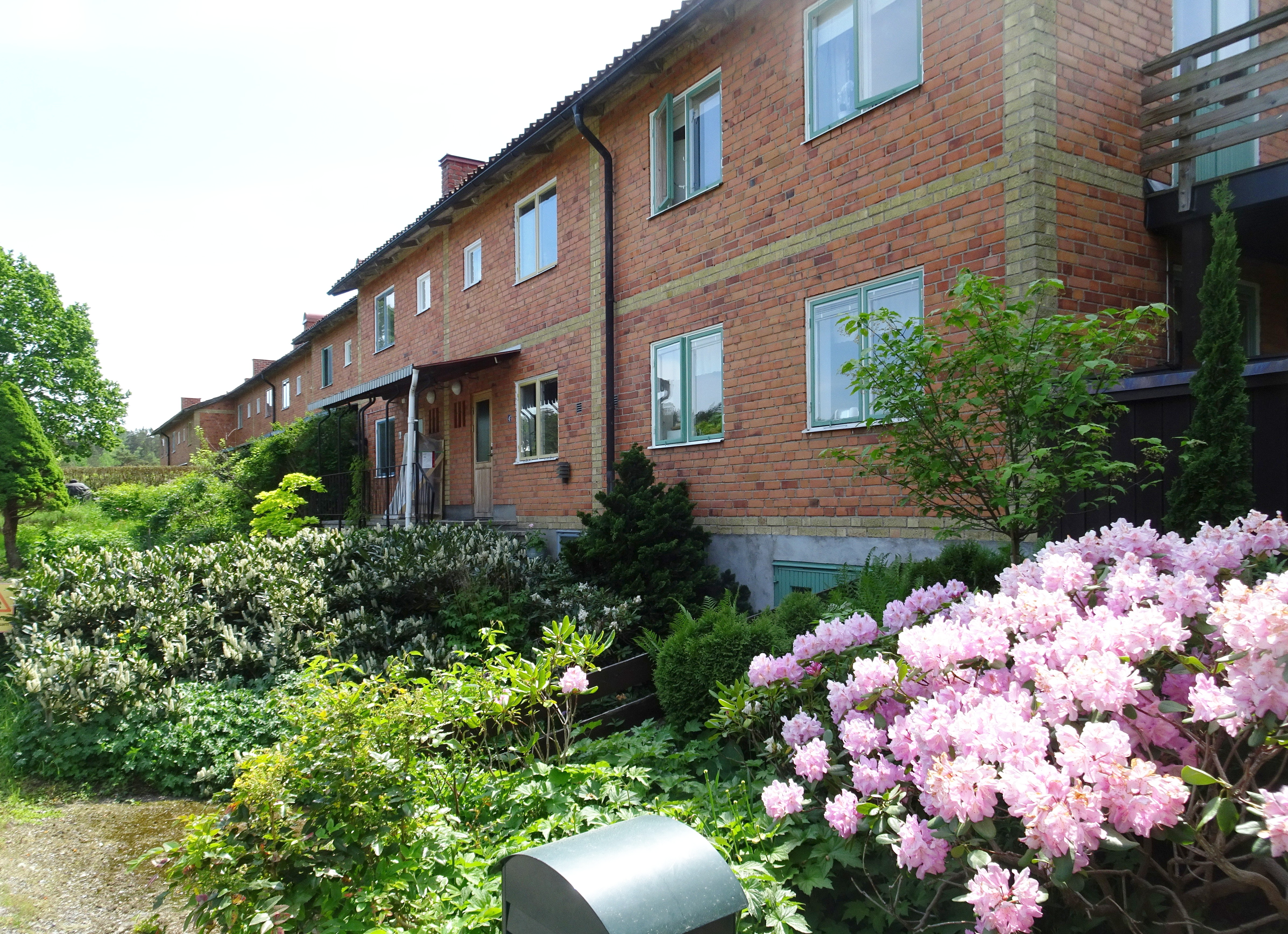
Kvarteret Fodermarsken.

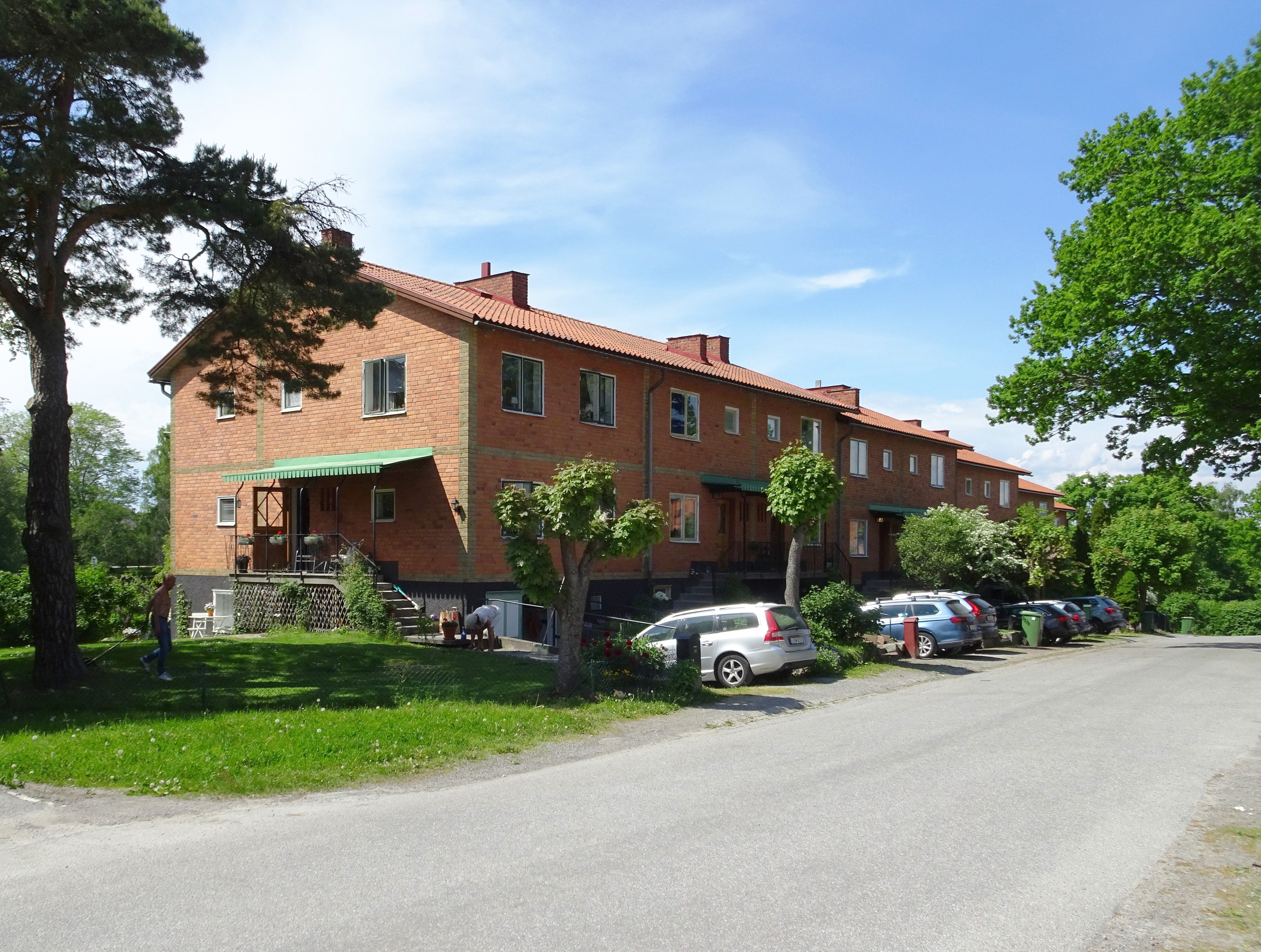
Kvarteret Ryktaren.
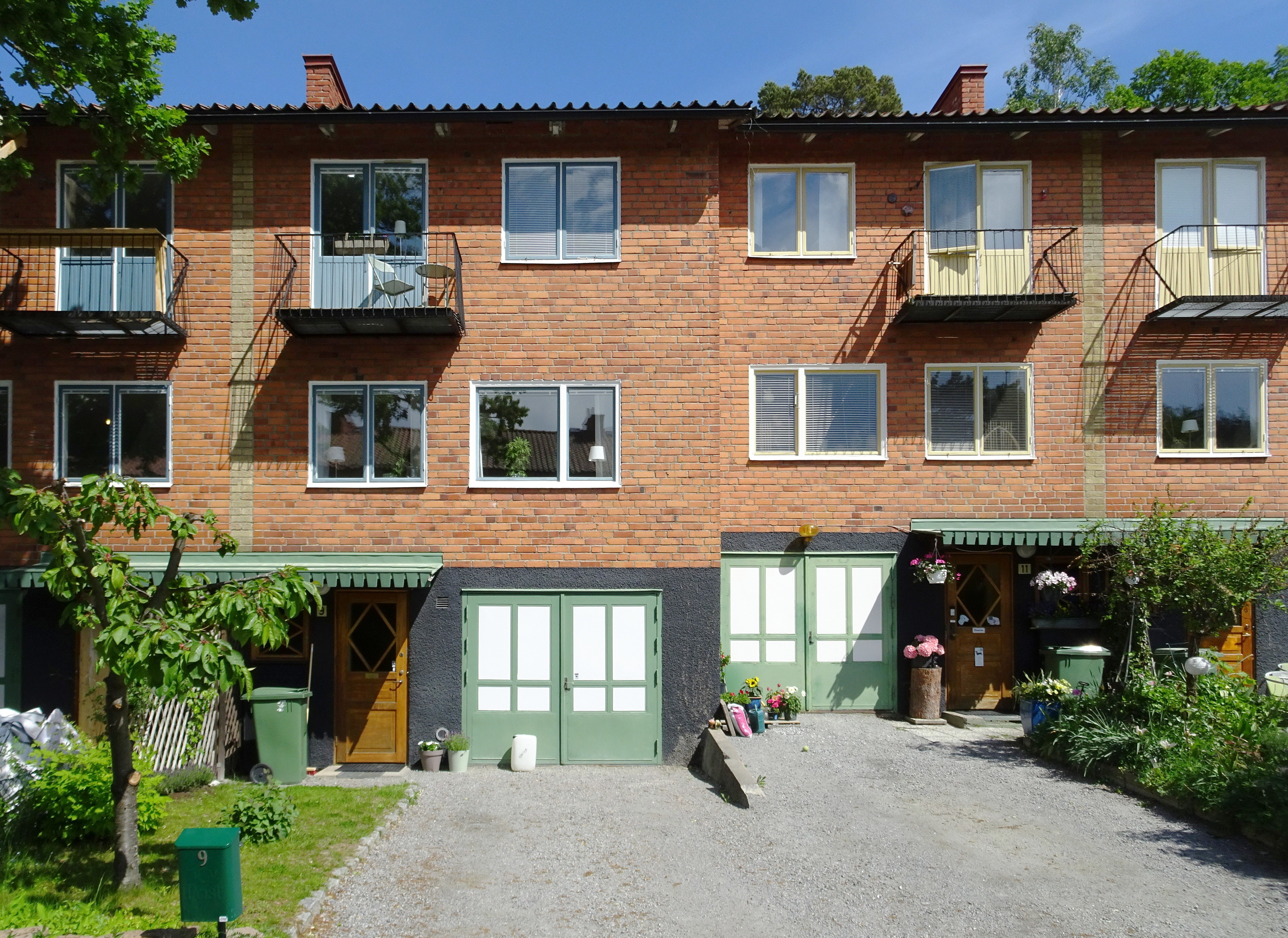
Kvarteret Ryktaren.
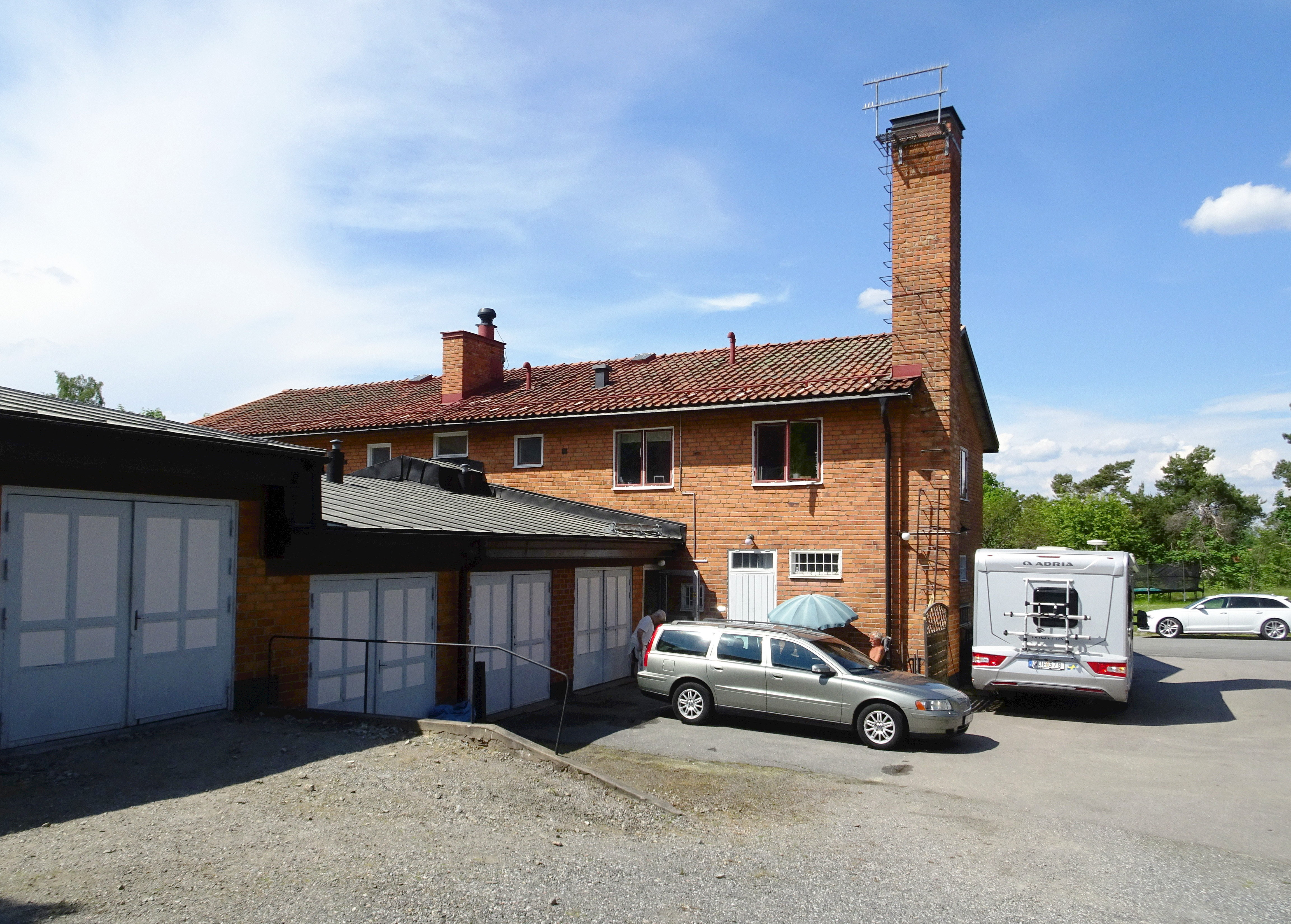
Kvarteret Ryktaren (f.d. panncentralen).
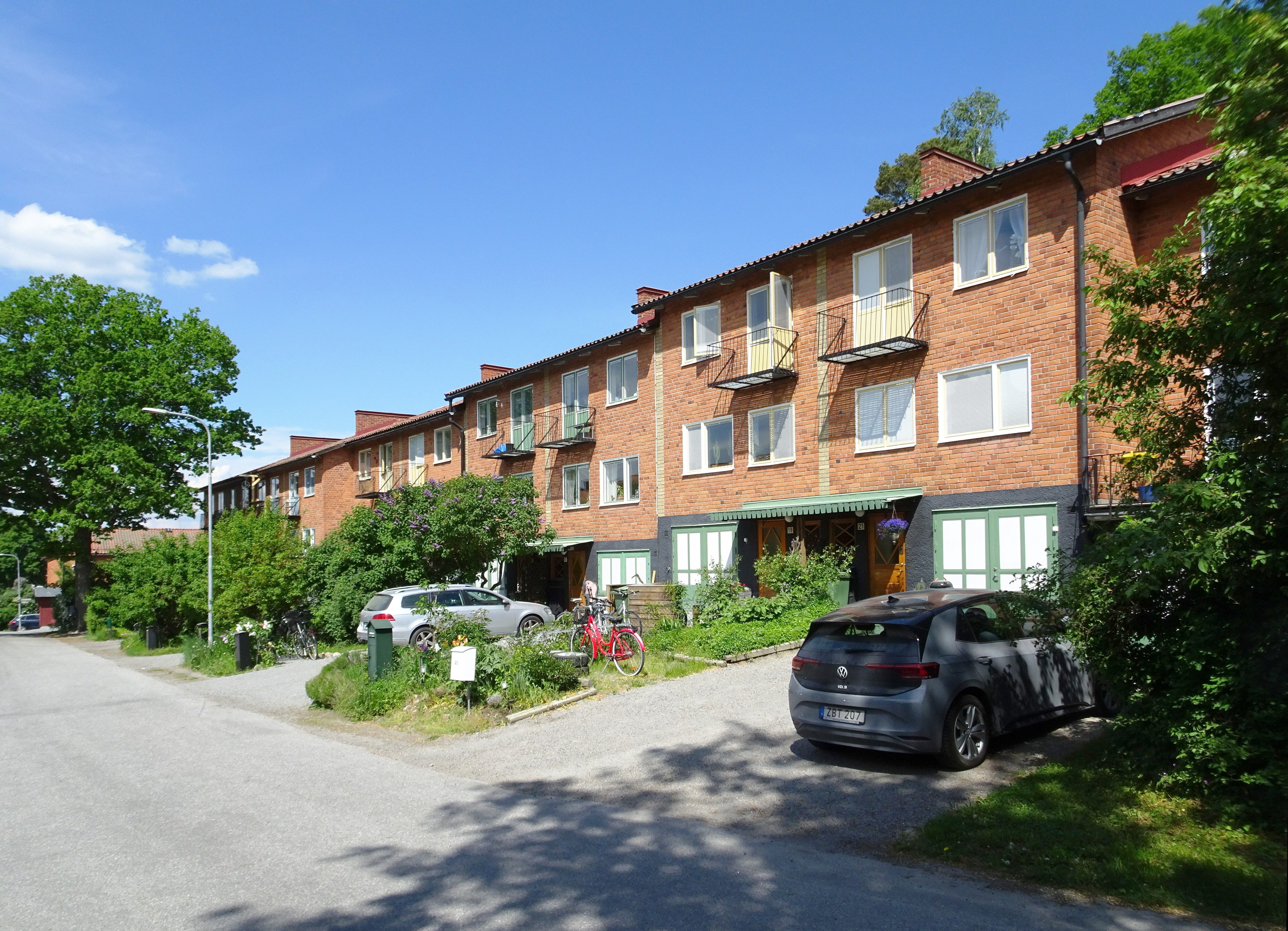
Kvarteret Ryktaren.

### Noter

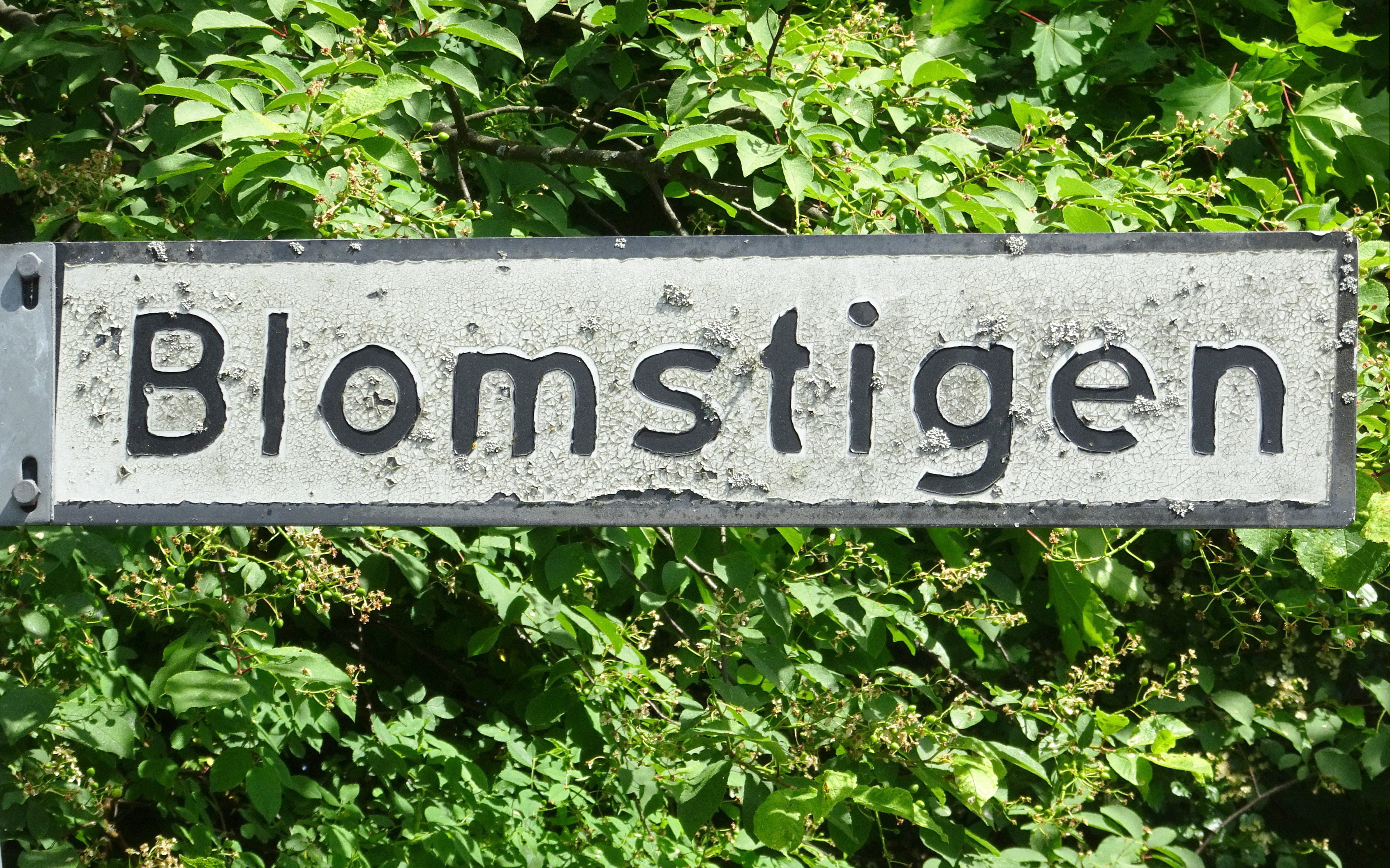
Stigen uppkallad efter Holger Blom.